# Небувалія

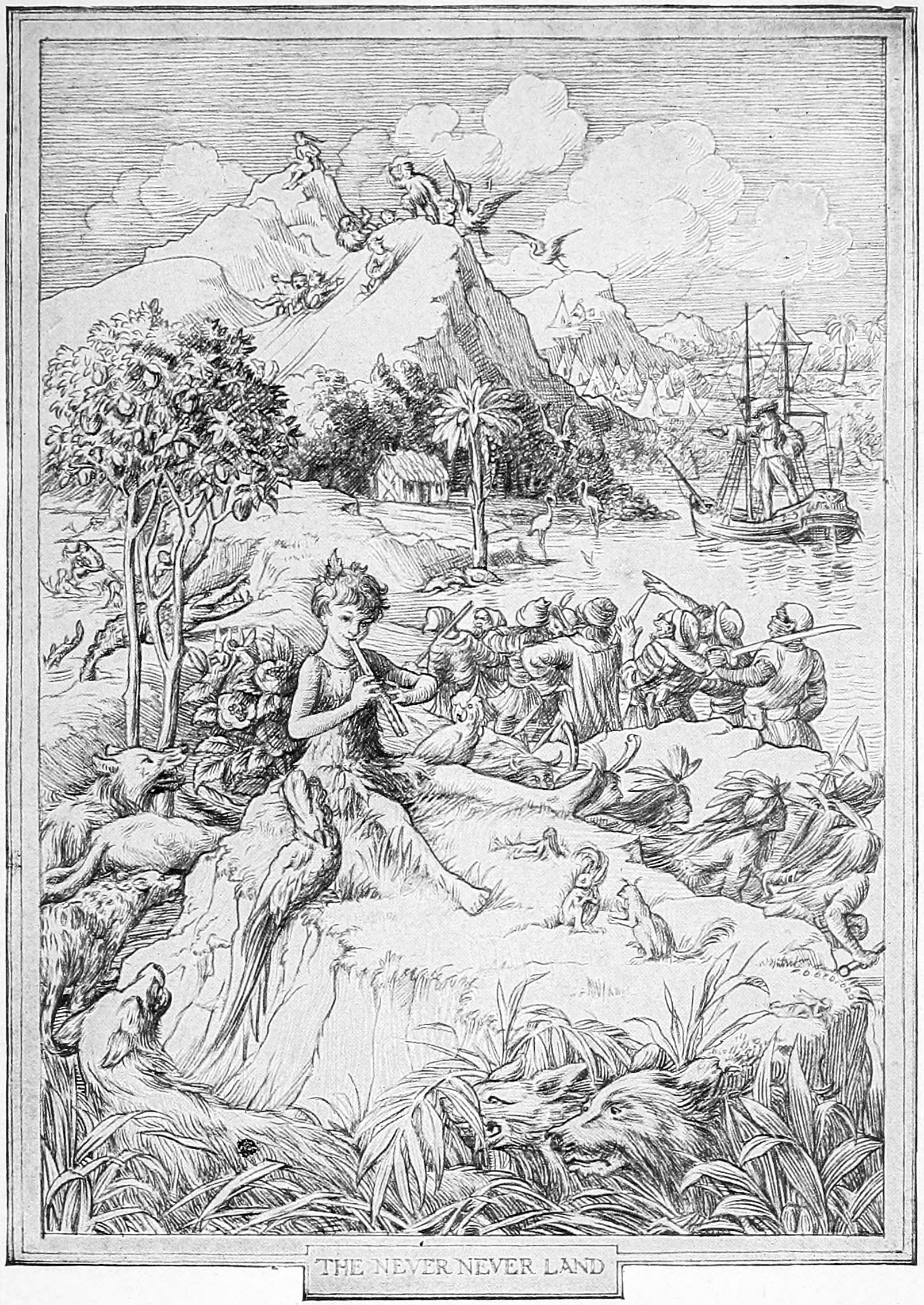
Ілюстрація Ф. Д. Бедфорда до роману «Пітер і Венді», опублікованої в 1911 р.

Ніделяндія, Неверленд, Небиляндія, країна Нетінебуде або острів Небувалія (англ. Neverland) — нереальне місце, в якому відбувається дія творів Джеймса Баррі про Пітера Пена і робіт, заснованих на них.
Вперше Ніландія згадується в 1904 р. в п'єсі Дж. Баррі «Пітер Пен, або хлопчик, який не виростав» (англ. «Peter Pan, or The Boy Who Wouldn't Grow Up»), а потім в 1911 р. в написаній на її основі книзі «Пітер Пен».

## Географія
Ніделяндія, або острів Небувалія, є вигаданим місцем, тому адреси не має. Однак, судячи по казці самого Дж. Баррі, адреса острова Небувалий з вуст Пітера Пена говорить: праворуч — другий поворот, і прямо, поки не настане світанок. У мультфільмі ж дещо інше тлумачення: з двох найяскравіших на Лондонському небі зірок Пітер вказує на ту, що вище, і велить іти за нею, потім повернути праворуч і тримати курс до світанку. Така ж «адреса» і у фільмі.

## Мешканці

### Феї
- Дінь-Дінь (Дінь-Ділінь/Лагодження)

### Зниклі хлопці
Зниклі хлопці — плем'я хлопчиків-сиріт, перенесених на острів феями за допомогою чарівного пилку. Вони живуть у печерах і дерев'яних будинках і ведуть життя, сповнене пригодами: воюють з піратами і підтримують мирні відносини з іншими мешканцями Нетландії. Лідером хлопчаків є Пітер Пен.

### Пірати
Члени екіпажу піратського корабля «Веселий Роджер» влаштувалися у водах біля узбережжя Нетландії і наводять страх на її мешканців. Ватажок піратів — безжалісний Капітан Гак. Як пірати з'явилися на острові, невідомо. Після загибелі капітана Гака Пітер Пен взяв корабель під своє командування і з його допомогою переправив дітей сім'ї Дарлінг і Зниклих хлопців в Лондон.

### Індіанці
Дочка індіанського вождя звуть Тигрова Лілія.

### Русалки
Русалки живуть в лагуні. Вони легковажні, зарозумілі і люблять лише насолоду. Цілими днями вони співають і грають.